# Промульгация
Обнародование закона, или промульгация (от лат. promulgatio — оглашение), — санкционирование (удостоверение) главой государства закона в сроки, указанные в конституции, и публикация его в официальном издании. С помощью этой процедуры акты органа законодательной власти (одобренные парламентом законопроекты) превращаются в акты государственной власти (см. en:Primary and secondary legislation).
В строгом конституционно-правовом смысле понятия «обнародование закона» и «промульгация» не тождественны. Например, в России промульгация не рассматривается в качестве обязательного условия обнародования федеральных и региональных законов.

## Опубликование законов в России
Российская конституция предписывает президенту либо отклонять принятые парламентом законы, либо подписывать и обнародовать.
Закон «Об опубликовании законов» (1994, полное название «О порядке опубликования и вступления в силу федеральных конституционных законов, федеральных законов, актов палат Федерального собрания») устанавливает, что законы, которые не были официально опубликованы, не применяются.
Опубликованию подлежат федеральные законы, федеральные конституционные законы и акты (обычно постановления) палат парламента. Ратифицированные парламентом международные договоры публикуются вместе с законами о ратификации.
Законы публикуются в течение 7 дней после подписания президентом и вступают в силу ещё через 10 дней, если в самом законе не предусмотрено иное.
Официальным опубликованием закона в России считается первая публикация полного текста:
- в «Парламентской газете» — официальном печатном органе Федерального собрания;
- в «Российской газете» — официальном издании правительства;
- в «Собрании законодательства Российской Федерации», выпускаемом администрацией Кремля, или
- на Официальном интернет-портале правовой информации (www.pravo.gov.ru) (с 2011 года)[4].